# Parolinia platypetala
Espèce
Parolinia platypetala est une espèce de plantes à fleurs de la famille des Brassicaceae et du genre des Parolinia. Elle est endémique de l'île de Grande Canarie .